# Lima (district)
Het district Lima (Spaans: Distrito de Lima) is een van de 43 districten van de hoofdstedelijke provincie Lima in Peru. Het is het eerste district dat opgericht werd in de Ciudad de los Reyes en is tevens de bestuurszetel van het huidige Lima Metropolitana. De burgemeester van Lima Metropolitana is tevens burgemeester van het district Lima.

## Ligging
Het district Lima grenst in het noorden aan de districten San Martín de Porres en Rímac, waarbij de rivier Rímac deels de natuurlijke grens vormt. In het oosten grenst het aan het district El Agustino. In het zuiden grenst het, van oost naar west, aan de districten La Victoria, Lince, Jesús María, Breña, Pueblo Libre en San Miguel. In het westen grenst het aan de provincie El Callao.

## Politieke instituties
Het district is een onderdeel van de provincie Lima in de gelijknamige regio van Peru en maakt deel uit van de metropool Lima Metropolitana. Lima is het politiek, administratief en historisch centrum van de stedelijke agglomeratie Lima-Callao. Met zo'n 8 miljoen inwoners is dit de grootste stedelijke agglomeratie aan de Zuid-Amerikaanse westkust.
De belangrijkste openbare instituties van Peru hebben hun hoofdzetel in het district Lima. Het gaat onder meer om het Palacio de Gobierno (centrum van de uitvoerende macht), het Palacio del Congreso de la República (centrum van de wetgevende macht) en het hooggerechtshof. Ook de belangrijkste openbare instituties van de Peruaanse hoofdstad Lima Metropolitana bevinden zich er, fysiek vertegenwoordigd door het Palacio Municipal.